# Championnats d'Europe de tennis de table 1992
Navigation
Édition précédente Édition suivante
Les championnats d'Europe de tennis de table 1992, dix-huitième édition des championnats d'Europe de tennis de table, ont lieu du 10 au 20 avril 1992 à Stuttgart, en Allemagne.
Le titre messieurs est remporté par l'allemand Jörg Roßkopf; le double revient à la paire suédoise Jörgen Persson/Erik Lindh.